# Концентрация напряжений
Концентрация напряжений — явление возникновения повышенных местных напряжений в областях резких изменений формы упругого тела, а также в зонах контакта деталей. Область пространства, в которой возникают эти напряжения, называется концентратором напряжений.

## Исследование концентрации напряжений
Концентрация напряжений характеризуется теоретическим коэффициентом концентрации напряжений — отношением максимального напряжения {\displaystyle \sigma } в области концентратора к номинальному напряжению {\displaystyle \sigma _{n}} (вычисленному в предположении отсутствия концентратора):
{\displaystyle k={\frac {\sigma }{\sigma _{n}}}}
Классическим примером на концентрацию напряжений является задача Кирша о равномерном растяжении широкой полосы с малым отверстием посередине. Аналитический расчет показывает, что коэффициент концентрации напряжений в данном случае равен 3.

Концентрация напряжений в задаче Кирша, изображаемая с помощью силовых линий. Напряжение пропорционально густоте силовых линий

Определение коэффициента может производиться аналитическими, численными методами (например, методом конечных элементов), экспериментально (с помощью методов фотоупругости, хрупких покрытий). В современных конечно-элементных комплексах (ANSYS, Nastran, Abaqus, SolidWorks Simulation) исследование концентраторов напряжений может быть произведено с помощью сгущения конечно-элементной сетки или же специальных методов (субмоделирования, создания суперэлементов из частей конструкции, не подверженных концентрации напряжений).
Теоретический коэффициент описывает лишь влияние геометрии детали и способа нагружения на теоретическое напряжение, но не учитывает чувствительность самого материала к концентрации. Данная величина может неадекватно описывать снижение прочности при наличии концентратора. На практике при расчетах на усталость вводится понятие эффективного коэффициента концентрации напряжений — отношения пределов выносливости детали без концентратора {\displaystyle \sigma _{-1}} и с концентратором {\displaystyle \sigma _{-1k}}:
{\displaystyle K_{\sigma D}={\frac {\sigma _{-1}}{\sigma _{-1k}}}}
С учётом различных факторов, влияющих на усталостную прочность, коэффициент вычисляется следующим образом:
{\displaystyle K_{\sigma D}={\frac {{\frac {K_{\sigma }}{K_{d\sigma }}}+{\frac {1}{K_{F\sigma }}}-1}{K_{V}}}}
где
- {\displaystyle K_{\sigma }} — эффективный коэффициент концентрации напряжений, учитывающий влияние макроскопических концентраторов;
- {\displaystyle K_{d\sigma }} — масштабный фактор (учитывает влияние размера детали);
- {\displaystyle K_{F\sigma }} — коэффициент влияния качества поверхности;
- {\displaystyle K_{V}} — коэффициент влияния поверхностного упрочнения.

## Влияние на прочность конструкций
Концентрация напряжений может влиять на прочность по-разному в зависимости от характера нагружения:
- Статическое нагружение — влияние местных напряжений на прочность невелико. Возникновение напряжений, существенно превышающих предел текучести или даже предел прочности, может привести к местной текучести материала, но условий для её распространения и роста трещины не создаётся. Эти положения обобщены в одном из ключевых принципов механики деформируемого твердого тела — принципе Сен-Венана.
- Циклическое нагружение — концентрация напряжений является одним из основных факторов, приводящих к снижению прочности. В зонах концентрации напряжений создаются наиболее благоприятные условия для роста трещин.

Для борьбы с негативным влиянием концентрации напряжений применяются следующие методы:
- Изменение конструкции (разгружающие надрезы, скругления).
- Поверхностное упрочнение материала в зоне концентрации. Применяется термическая обработка (закалка токами высокой частоты, азотирование), обработка давлением (накатка роликом, дробеструйный наклёп).
- Точная обработка поверхности с целью уменьшения концентрации напряжений в микронеровностях (шлифование, обтачивание).

Концентрация напряжений стала причиной массовых катастроф первого в мире коммерческого реактивного авиалайнера «Комета». Иллюминаторы этого самолета имели квадратную форму, способствующую концентрации напряжений в углах, а заклепки, крепящие их, были установлены слишком часто, что способствовало быстрому распространению трещин.

## Примеры концентраторов напряжений в технике
- Проточки (например, резьбовые)
- Острые углы
- Соединения с натягом
- Шпоночные пазы
- Переходы между участками с разным диаметром на валах
- Отверстия
- Сварные швы
- Дефекты поверхности